# براتلیوو
براتلیوو (به صربی: Bratljevo) یک روستا در صربستان است که در ایوانئیتسا واقع شده‌است.
 براتلیوو ۱۷٫۱۸ کیلومتر مربع مساحت و ۱۳۵ نفر جمعیت دارد و ۱٬۰۳۰ متر بالاتر از سطح دریا واقع شده‌است.